# Liste der Kulturgüter in Bern/Kirchenfeld-Schosshalde
Die Liste der Kulturgüter in Bern/Kirchenfeld-Schosshalde enthält alle Objekte im Stadtteil IV, Kirchenfeld-Schosshalde von Bern, die gemäss der Haager Konvention zum Schutz von Kulturgut bei bewaffneten Konflikten, dem Bundesgesetz vom 20. Juni 2014 über den Schutz der Kulturgüter bei bewaffneten Konflikten sowie der Verordnung vom 29. Oktober 2014 über den Schutz der Kulturgüter bei bewaffneten Konflikten unter Schutz stehen.
Objekte der Kategorien A und B sind vollständig in der Liste enthalten, Objekte der Kategorie C fehlen zurzeit (Stand: 1. Januar 2023). Unter übrige Baudenkmäler sind Objekte zu finden, die im Bauinventar der Stadt Bern als «schützenswert» verzeichnet sind.

## Kulturgüter
| Foto |                                                                                               | Objekt                                                                                       | Kat. | Typ | Standort                                                                                 | Beschreibung |
| ---- | --------------------------------------------------------------------------------------------- | -------------------------------------------------------------------------------------------- | ---- | --- | ---------------------------------------------------------------------------------------- | --- |
| ja   | Datei hochladen · Wikidata zu Bärengraben (Q666040)                                           | Bärengraben KGS-Nr.: 00612                                                                   | A    | G   | Grosser Muristalden 4 601599 / 199660                                                    | 1856/57 von Friedrich Tschiffeli erbautes Tiergehege, 2009 um den Bärenpark am Abhang zur Aare hin erweitert. Die elliptischen, durch eine Scheidemauer zweigeteilten grossen Gräben auf der Nordseite werden dominiert durch den neugotischen Hochbau, ein eigentliches «Bärenschlösschen» mit dekorativer Hausteinschaufassade. |
| ja   | Datei hochladen · Wikidata zu Hauptgebäude des Schweizerischen Bundesarchivs (Q85381254)      | Schweizerisches Bundesarchiv (Gebäude) KGS-Nr.: 00614                                        | A    | G   | Archivstrasse 24 600615 / 198811                                                         | In den Jahren 1896 bis 1899 unter Theodor Gohl errichtetes Archiv- und Bibliotheksgebäude, 1980 bis 1985 vollständig renoviert und um einen unterirdischen Magazintrakt erweitert. Breit gelagerter und streng gegliederter Stahlskelettbaukörper im Neorenaissancestil, bestehend aus einem von Seitenflügeln eingefassten Mittelbau mit drei Achsen. |
| ja   | Datei hochladen · Wikidata zu Eidgenössische Münzstätte (Q27037187)                           | Eidgenössische Münzstätte KGS-Nr.: 00619                                                     | A    | G   | Bernastrasse 28 600757 / 198834                                                          | Von 1903 bis 1906 nach Plänen von Theodor Gohl errichtete blockförmige Rechteckanlage im Neorenaissancestil aus hellroten Backsteinen. Das Verwaltungsgebäude wird mit seiner aus sieben Achsen bestehenden Front und einem kräftigen Mittelrisalit stark betont. Zusammen mit den Werkstattflügeln, die alle gleich ausgebildet sind, formt es einen geschlossenen zentralen Hof. |
| ja   | Datei hochladen · Wikidata zu Bernisches Historisches Museum (Q670058)                        | Historisches Museum (Gebäude) KGS-Nr.: 00627                                                 | A    | G   | Helvetiaplatz 5, 7 600811 / 199105                                                       | Von 1892 bis 1894 nach Plänen von André Lambert errichtetes Museumsgebäude im Stil des Historismus. Bestand ursprünglich aus dem schlossähnlichen, von Türmen flankierten Mitteltrakt mit Eingangshalle und Treppenhaus, einem winkelförmig gegen Norden vorspringenden Ostflügel und einem ähnlich konzipierten, nach Süden vortretenden Nordflügel. Von 1920 bis 1922 baute René von Wurstemberger den Südflügel an. |
| ja   | Datei hochladen · Wikidata zu Schloss Wittigkofen (Q1355887)                                  | Schloss Wittigkofen KGS-Nr.: 00647                                                           | A    | G   | Melchenbühlweg 137 603282 / 199055                                                       | Im 13. Jahrhundert erwähnter und um 1580 neu erbauter Landsitz, erhielt sein heutiges Aussehen durch barocke Umbauten in der ersten Hälfte des 18. Jahrhunderts. Zwei ursprünglich freistehende Baukörper (nordöstlich das Lusthaus und südwestlich das Wohnhaus), Ende des 17. Jahrhunderts durch eine Holzlaube und einen Zwischentrakt verbunden. Zur Anlage gehören auch ein Sodbrunnen, Gartenportale und ein Ofenhaus. |
| ja   | Datei hochladen · Wikidata zu Schweizerische Nationalbibliothek (Q201787)                     | Schweizerische Nationalbibliothek (Gebäude) KGS-Nr.: 00649                                   | A    | G   | Hallwylstrasse 15 600846 / 198910                                                        | In den Jahren 1929 bis 1931 nach Plänen der Architekten Oeschger, Kaufmann und Hostettler erbautes Bibliotheksgebäude mit konsequenter moderner Formensprache. Kubisch-elementarer Haupttrakt mit durchgerasterten Hochrechtecköffnungen. An der Südseite vorgelegt sind zwei längsrechteckige Seitenpavillons unter flachen Walmdächern sowie ein dazwischen liegender niedriger, leicht zurückversetzter Mitteltrakt. |
| ja   | Datei hochladen · Wikidata zu Wasserschloss (Q19362523)                                       | Wasserschloss am Thunplatz KGS-Nr.: 00656                                                    | A    | G   | Thunplatz 1 601547 / 198798                                                              | 1911 von Henry Berthold von Fischer erbautes Denkmal zu Ehren des Berner Barockarchitekten Niklaus Sprüngli; repräsentativer Abschluss der Achse Helvetiaplatz–Thunplatz. Dabei handelt es sich um einen Wiederaufbau der Fassade der Bibliotheksgalerie in der Hotelgasse, die 1772–1775 von Sprüngli erbaut und 1909 abgebrochen worden war. Durch Fischer um flankierende Balustraden, Obelisken und Brüstungsmauern ergänzt. |
| ja   | Datei hochladen · Wikidata zu Untertorbrücke und Felsenburg (Q18019695)                       | Untertorbrücke und Felsenburg KGS-Nr.: 00659                                                 | A    | G   | Klösterlistutz 2–4 601535 / 199812                                                       | In ihrer heutigen Form stammt die über die Aare führende Untertorbrücke aus dem Jahr 1462, als sie nach einem Hochwasser neu erstellt werden musste. Mitte des 18. Jahrhunderts riss man den gesamten festungsähnlichen Oberbau ab und versah die Brücke mit einer einfachen Brüstung. Die Felsenburg ist ein um 1260 als Bestandteil der Stadtbefestigung errichteter Torturm und bildet den östlichen Brückenkopf. Sie wurde mehrfach umgebaut und dient seit 1863/64 als Wohnhaus. Bis 1625 verlief die Fahrbahn durch den Turm; seither wird sie daran vorbei geführt. |
| ja   | Datei hochladen · Wikidata zu Waldau (ehemaliges Siechen- und Blatternhaus) (Q2541082)        | Waldau, Anlage ehemaliges Siechen- und Blatternhaus mit Schlössli und Kapelle KGS-Nr.: 00663 | A    | G   | Bolligenstrasse 127-133 603532 / 201586                                                  | 1598/99 von den Werkmeistern Hans und Peter zur Matten erbautes Wohnhaus des Siechenmeisters, auch «Siechenschlössli» genannt. Das älteste erhalten gebliebene spätgotische Treppenturmhaus ausserhalb der Stadt ist ein dreistöckiger Putzbau mit verzahnten Eckquadern unter steilem, unverschaltem Viertelwalmdach. |
| ja   | Datei hochladen · Wikidata zu Kirche Bruder Klaus Bern (Q19362499)                            | Katholische Kirche Bruder Klaus KGS-Nr.: 00699                                               | A    | G   | Ostring 1 602112 / 199028                                                                | 1953/54 von Hermann Baur erbautes römisch-katholisches Kirchengebäude in Betonbauweise, bestehend aus Hauptgebäude, Sakristei, polygonaler Taufkapelle und freistehendem Turm, die sich um einen Vorplatz gruppieren. Zwischen dem niedrigen Kirchenschiff und dem überhöhten Altarraum besteht eine räumliche Spannung, welche durch die differenzierte Lichtführung verdeutlicht wird. |
| ja   | Datei hochladen · Wikidata zu Ka-We-De (Q8984935)                                             | Ka-We-De KGS-Nr.: 00700                                                                      | A    | G   | Jubiläumsstrasse 101 600645 / 198248                                                     | Kunsteisbahn und Freibad, 1933 nach Plänen der Architekten Rudolf von Sinner und Hans Beyeler erbaut. Erste moderne kombinierte Sportanlage und gleichzeitig einer der überzeugendsten Vertreter des Neuen Bauens in Bern. Zweistöckiger Hauptbau auf einem hohen Kellersockel, mit Treppenturm und grob verputzten Fassaden. Auf der Südseite schliesst sich der Terrassenbau des Restaurants an, auf der Ostseite der mit einem Pultdach gedeckte Glasbau der Tribüne.                                                                                                   |
| ja   | Datei hochladen · Wikidata zu Kirchenfeldbrücke (Q1743111)                                    | Kirchenfeldbrücke KGS-Nr.: 00701                                                             | A    | G   | 600760 / 199397                                                                          | In den Jahren 1883 bis 1885 von den Ingenieuren Moritz Probst und Jules Röthlisberger erbaute Bogenbrücke, welche die Aare in einer Höhe von 34 m überquert und zu den Hauptwerken der Eisenbaukunst in der Schweiz gehört. Die beiden Bögen sind je 81 m weit, die Gesamtlänge beträgt 230 m. Schwingungen aufgrund des wachsenden Verkehrs machten 1913 den Ersatz der eisernen Hauptpfeiler durch solche aus Stein erforderlich. |
| ja   | Datei hochladen · Wikidata zu Nydeggbrücke (Q458115)                                          | Nydeggbrücke KGS-Nr.: 00716                                                                  | A    | G   | 601522 / 199709                                                                          | In den Jahren 1841 bis 1844 unter der Leitung von Ingenieur Joseph Ferry erbaute steinerne Bogenbrücke über die Aare. Der Segmentbogen aus Hausteinen war damals der am weitesten gespannte Steinbogen Europas. Beidseitig gestützt von massigen Widerlagern mit kleineren, halbkreisförmigen Landbogen, daran schliessen sich Dämme zur höher gelegenen Gerechtigkeitsgasse an. |
| ja   | Datei hochladen · Wikidata zu Villenensemble Thunplatz (Q19362522)                            | Villenensemble Thunplatz (städtebauliche Gesamtkonzeption) KGS-Nr.: 00738                    | A    | G   | Thunstrasse 52, 60 und Thunstrasse 55, 59, 61, 63 601551 / 198768                        | 1899 und 1900 errichtete der Architekt Henry Berthold von Fischer, einer der bedeutendsten Vertreter des bernischen Neobarocks, rund um den Thunplatz mehrere repräsentative Villen, wobei er einer städtebaulichen Gesamtkonzeption folgte. Die Gebäude sind bis heute weitgehend im Originalzustand erhalten geblieben und prägen die Umgebung. |
| ja   | Datei hochladen · Wikidata zu Sammlung Historisches Museum Bern (Q56221314)                   | Historisches Museum (Sammlung) KGS-Nr.: 08508                                                | A    | S   | Helvetiaplatz 5 600821 / 199106                                                          | Das Museum besitzt umfangreiche Sammlungen zur Ur- und Frühgeschichte im Kanton Bern, zur Geschichte der Stadt und des Kantons Bern sowie eine bedeutende ethnographische Sammlung. Die Sammlungen umfassen rund 500'000 Objekte von der Steinzeit bis zur Gegenwart. |
| ja   | Datei hochladen · Wikidata zu Sammlung des Museums für Kommunikation (Q14568377)              | Museum für Kommunikation (Sammlung) KGS-Nr.: 08510                                           | A    | S   | Helvetiastrasse 16 600885 / 198969                                                       | Das einzige Museum in der Schweiz, das sich ausschliesslich mit der Geschichte der Kommunikation auseinandersetzt. Es ist aus dem 1907 gegründeten Postmuseum hervorgegangen und nimmt Stellung zu gesellschaftlichen und kulturellen Auswirkungen der Kommunikation und ihren Technologien. |
| ja   | Datei hochladen · Wikidata zu Naturhistorisches Museum Bern (Q1286799)                        | Naturhistorisches Museum Bern (Sammlung) KGS-Nr.: 08541                                      | A    | S   | Bernastrasse 15 600773 / 199004                                                          | Ältestes Museum in der Stadt Bern, getragen von der Burgergemeinde Bern. Die wissenschaftlichen Sammlungsbestände belaufen sich auf ca. 6,5 Mio. Exemplare. Die Bedeutung der Schau- und Forschungssammlungen liegen vor allem im wissenschaftlichen Wert der Objekte und in der Schwerpunktbildung in wissenschaftlicher, geographischer und gruppenspezifischer Hinsicht. |
| ja   | Datei hochladen                                                                               | Alpines Museum der Schweiz (Sammlung) KGS-Nr.: 08542                                         | A    | S   | Helvetiaplatz 4 600731 / 199220                                                          | In Dauer- und Wechselausstellungen setzt sich das Museum mit Kultur, Kunst, Wissenschaft, Politik und Gesellschaft des Alpenraums auseinander. Ebenso finden Kleinausstellungen mit schnellerem Wechsel statt. Hervorgegangen aus der Sammlung des Schweizer Alpen-Clubs. |
| ja   | Datei hochladen · Wikidata zu Zentrum Paul Klee (Q191189)                                     | Zentrum Paul Klee KGS-Nr.: 08561                                                             | A    | S   | Monument im Fruchtland 3 602704 / 199786                                                 | Internationales Kompetenzzentrum für die Erforschung, Vermittlung und Präsentation der Person, des Lebens und Werks des Künstlers Paul Klee sowie dessen Rezeption. Untergebracht in einem wellenförmigen, von Renzo Piano entworfenen Museumsgebäude. |
| ja   | Datei hochladen · Wikidata zu Schweizerisches Bundesarchiv (Sammlung) (Q97584328)             | Schweizerisches Bundesarchiv (Sammlung) KGS-Nr.: 08771                                       | A    | S   | Archivstrasse 24 600615 / 198811                                                         | Das seit 1798 bestehende Bundesarchiv sichert die Dokumentation staatlichen Handelns und macht diese öffentlich zugänglich. Dazu ist es in fünf Bereichen aktiv: Informationsmanagement, Ermittlung der Archivwürdigkeit, Sicherung und Bewirtschaftung, Zugang sowie Vermittlung. |
| ja   | Datei hochladen · Wikidata zu Schweizerisches Literaturarchiv (Q675617)                       | Schweizerisches Literaturarchiv (in der Nationalbibliothek) KGS-Nr.: 08835                   | A    | S   | Hallwylstrasse 15 600831 / 198917                                                        | Sammlung literarischer Vor- und Nachlässe in den vier Schweizer Landessprachen Deutsch, Französisch, Italienisch und Rätoromanisch. |
| BW   | Datei hochladen · Wikidata zu Eidgenössisches Archiv für Denkmalpflege (Q19362477)            | Eidgenössisches Archiv für Denkmalpflege KGS-Nr.: 08940                                      | A    | S   | Hallwylstrasse 15 600831 / 198904                                                        | Sammlung, Konservierung und Vermittlung von rund 1,2 Millionen Dokumenten zu den Themenbereichen Architekturgeschichte und Denkmalpflege, Archäologie, Ortsbild- und Landschaftsschutz sowie Volkskultur. |
| ja   | Datei hochladen · Wikidata zu Zentralarchiv der Generaldirektion SRG SSR (Q19362512)          | SRG SSR, Zentralarchiv der Generaldirektion KGS-Nr.: 09165                                   | A    | S   | Giacomettistrasse 3 602662 / 199220                                                      | Archivierung der Geschäftsakten seit der Gründung der SRG SSR, Sammlung Paul Bellac zur Schweizer Rundfunkgeschichte, Presseausschnitte zum Rundfunk, Programmzeitschriften, Fotosammlung. |
| BW   | Datei hochladen · Wikidata zu Archiv Schweizer Milchproduzenten (Q19362754)                   | Archiv Schweizer Milchproduzenten (SMP) KGS-Nr.: 09167                                       | A    | S   | Weststrasse 10 600684 / 199090                                                           | Archivbestände der 1907 gegründeten Organisation Schweizer Milchproduzenten (SMP), vormals im Verwaltungsgebäude der Molkereischule Rütti in Zollikofen. |
| ja   | Datei hochladen · Wikidata zu Schweizerische Nationalbibliothek (Sammlung) (Q56219511)        | Schweizerische Nationalbibliothek (Sammlung) KGS-Nr.: 09324                                  | A    | S   | Hallwylstrasse 15 600865 / 198916                                                        | Die Bibliothek hat den gesetzlichen Auftrag, alle Publikationen zu sammeln, zu erschliessen, zu erhalten und zu vermitteln, die in der Schweiz erscheinen, sich auf die Schweiz oder auf Personen mit schweizerischem Bürgerrecht oder Wohnsitz beziehen oder von schweizerischen oder mit der Schweiz verbundenen Autoren geschaffen oder mitgestaltet werden. |
| ja   | Datei hochladen · Wikidata zu Garten mit Villa Bomonti (Q19362479)                            | Garten mit Villa Bomonti KGS-Nr.: 10467                                                      | A    | G   | Kalcheggweg 12 602021 / 198655                                                           | Zur Villa Bomonti – Alleineigentum der Volksrepublik China – gehörende, nicht öffentlich zugängliche Gartenanlage, 1916 durch die Gebrüder Mertens gestaltet. |
| ja   | Datei hochladen · Wikidata zu Elfenaupark (Q1328444)                                          | Elfenau KGS-Nr.: 10468                                                                       | A    | G   | Elfenauweg 91–94 602062 / 197970                                                         | Um 1735 bis 1740 erbaute Campagne am Nordrand des an der Aare gelegenen Elfenauparks. Von 1814 bis 1816 im Auftrag der russischen Grossfürstin Anna Fjodorowna im Empirestil umgebaut. Ausgewogen proportionierte, zweigeschossiges Landhaus unter mächtigem Mansarddach und mit fünfachsiger Eingangsfront. Ebenfalls zur Anlage gehören eine Scheune aus der Mitte des 18. Jahrhunderts und die Ende des 18. Jahrhunderts errichtete Orangerie. |
| ja   | Datei hochladen · Wikidata zu Bürogebäude (Q118931158)                                        | Bürogebäude KGS-Nr.: 16933                                                                   | A    | G   | Jungfraustrasse 1 601216 / 199209                                                        | In den Jahren 1965 bis 1967 nach Plänen von Frank Geiser erbautes Bürogebäude mit kubischer, streng orthogonaler Form. Der dreigeschossige und flach gedeckte Skelettbau aus Eisenbeton mit Aluminium-Glasfassade ist auf einem einheitlichen Raster aufgebaut. |
| ja   | Datei hochladen · Wikidata zu ALPS (Q452375)                                                  | Alpines Museum der Schweiz (Gebäude) KGS-Nr.: 00609                                          | B    | G   | Helvetiaplatz 4 600731 / 199220                                                          | 1933/34 von Klauser & Streit sowie Brugger & Jaberg erbautes Museumsgebäude im Stil des Neuen Bauens. Der vierstöckige, mit Platten verkleideter Kopfbau am Helvetiaplatz ist in den lang gestreckten, dreistöckigen Flügel entlang dem Feldeggweg verzahnt. 1991 um einen zweigeschossigen Saal ergänzt. |
| ja   | Datei hochladen · Wikidata zu Museum für Kommunikation (Q1954633)                             | Museum für Kommunikation (Gebäude) KGS-Nr.: 00651                                            | B    | G   | Helvetiastrasse 16 600877 / 198968                                                       | Von 1986 bis 1989 nach Plänen von Andrea Roost erbautes Museumsgebäude in Stahlbeton-Skelettbauweise mit L-förmigem Grundriss und Vorhangfassade aus Kalksteinplatten. Der kurze eingeschossige Baukörper entlang der Helvetiastrasse nimmt die Quartierpostfiliale auf, der rechtwinklig dazu gesetzte, westwärts verlaufende dreigeschossige Hauptkörper birgt das Museum. |
| ja   | Datei hochladen · Wikidata zu Backsteinwohnbauten im Obstbergquartier (1893–1902) (Q29651658) | Backsteinwohnbauten im Obstbergquartier (1893–1902) KGS-Nr.: 00670                           | B    | G   | Bantigerstrasse 6, 10 Höheweg 11, 13 Klaraweg 2, 4 Obstbergweg 1–9, 2–14 601804 / 199659 | Mehrere romantisch-historisierende Wohnhäuser am Obstberg, die über eine Periode von einem Jahrzehnt nach einem einheitlichen, von Baumeister Jakob Glur entworfenen Muster errichtet wurden. Dabei handelt es sich um aufwändig gestaltete und dekorativ ausgebildete Bauten aus Sichtbackstein mit einer charakteristischen rötlichen Färbung. |
| ja   | Datei hochladen · Wikidata zu Campagne Schönberg (Q29651671)                                  | Campagne Schönberg KGS-Nr.: 00678                                                            | B    | G   | Laubeggstrasse 38 601991 / 199941                                                        | In den Jahren 1856 bis 1858 von Gottlieb Hebler erbaute Campagne im Stil des Klassizismus. Zweigeschossiger, in Eingangstrakt unter Satteldach und Gartentrakt unter Walmdach unterteiltes Hauptgebäude mit Kalksteinsockel, massivem Erdgeschoss und verputztem Obergeschoss. Umrahmt zusammen mit Remise und Scheune einen U-förmigen Vorhof. |
| ja   | Datei hochladen · Wikidata zu Ehemaliges Säuglings- und Mütterheim (Q29651684)                | Ehemaliges Säuglings- und Mütterheim KGS-Nr.: 00684                                          | B    | G   | Elfenauweg 68 601955 / 198201                                                            | 1929 von Salvisberg & Brechbühl erbaut, einer der wichtigsten Exponenten des Neuen Bauens in Bern. Ursprünglich dreistöckiger, parallel zum Hang stehender Baukörper mit deutlich zurückversetzter, flach gedeckter Attika. Im Jahr 1966 nordseitig aufgestockt. |
| ja   | Datei hochladen · Wikidata zu Kunsthalle Bern (Q612774)                                       | Kunsthalle KGS-Nr.: 00703                                                                    | B    | G   | Helvetiaplatz 1 600820 / 199243                                                          | 1917 von Klauser & Streit erbautes Museumsgebäude im Stil des Neoklassizismus mit Art-déco-Elementen. Würfelförmiger Baukörper mit kleinem, aufgesetztem Lichtgaden unter Pyramidendach; westseitig Halbkreisportikus auf Vierkantpfeilern. |
| ja   | Datei hochladen · Wikidata zu Landsitz Baumgarten (Q29651697)                                 | Landsitz Baumgarten mit Brunnen und Nebengebäuden KGS-Nr.: 00704                             | B    | G   | Bolligenstrasse 2a, 8, 10 und 12 601960 / 200233                                         | Um 1740 bis 1750 erbauter klassizistischer Landsitz. Den Hauptteil bildet das zweigeschossige, rechteckige Herrenhaus mit fünf auf drei Fensterachsen unter stark abgeknicktem Walmdach. Dieses Ensemble umfasst auch ein eingeschossiges Stöckli mit Mansarddach und ein traufständiges Bauernhaus von 1690. |
| ja   | Datei hochladen · Wikidata zu Landsitz Bürenstock (Q29651700)                                 | Landsitz Bürenstock KGS-Nr.: 00708                                                           | B    | G   | Schosshaldenstrasse 56, 56a, 56b 602240 / 199675                                         | Um 1737 bis 1743 erbauter eleganter Landsitz vom Typus des anderthalbgeschossigen barocken Pavillons unter Mansarddach mit drei Lukarnen. Beidseits siebenachsige Längsfassaden mit leicht vorspringenden Mittelachsen, daran angebaut ein Flügel von 1857. Teil der Gruppe sind eine Veranda (56a) und ein Gartenpavillon (56b). |
| ja   | Datei hochladen · Wikidata zu Landsitz Melchenbühl (Q29651702)                                | Landsitz Melchenbühl mit Brunnen KGS-Nr.: 00709                                              | B    | G   | Melchenbühlweg 156 604057 / 198676                                                       | Um 1730 bis 1735 erbauter Landsitz im Régencestil. Acht Achsen breiter, zweistöckiger Putzbau mit Sandsteingliederungen sowie weit überstehendem Mansarddach mit allseitigen Lukarnen. |
| ja   | Datei hochladen · Wikidata zu Landsitz Waldeck (Q29651705)                                    | Landsitz Waldeck KGS-Nr.: 00710                                                              | B    | G   | Melchenbühlweg 4 602867 / 199953                                                         | Gegen Ende des 18. Jahrhunderts erbaute Campagne, die zu Beginn des 19. Jahrhunderts durch wesentliche Umgestaltungen ihr heutiges, klassizistisches Aussehen erhielt. Putzbau mit Sandsteingliederungen und mächtiger Ründe. |
| ja   | Datei hochladen · Wikidata zu Gymnasium Kirchenfeld (Q1558147)                                | Städtisches Gymnasium Kirchenfeld KGS-Nr.: 00727                                             | B    | G   | Kirchenfeldstrasse 25 600862 / 198835                                                    | Von 1923 bis 1926 nach den Plänen von Friedrich Widmer und Marcel Daxelhoffer erbautes Schulgebäude. Lang gestreckter, monumental-klassizistischer Baublock mit Walm- und Satteldächern. Den Hauptakzent bildet der neun Achsen umfassende Mittelrisalit mit den von Palmettenkapitellen bekrönten, kannelierten Kolossalpilastern. |
| ja   | Datei hochladen · Wikidata zu Wysslochgut (Q29651761)                                         | Wysslochgut mit Nebenbauten KGS-Nr.: 00746                                                   | B    | G   | Laubeggstrasse 111 602246 / 199425                                                       | Mit Baujahr 1605 ist das spätgotische Wohnhaus eines der ältesten Landgüter Berns. Verputztes Erdgeschoss mit dekorativen Sandsteingliederungen, die oberen Geschosse sind eine rot bemalte Riegelkonstruktion. Die 1656 quer angebaute Scheune ist ein Holzständerbau auf gemauertem Erdgeschoss. |
| ja   | Datei hochladen · Wikidata zu Schweizer Schützenmuseum (Q27479802)                            | Schweizer Schützenmuseum KGS-Nr.: 08536                                                      | B    | S   | Bernastrasse 5 600722 / 199096                                                           | Präsentation der Geschichte des Schweizer Schiesswesens. Ausgestellt werden Trophäen, historische Dokumente und Bildmaterial in Zusammenhang mit Schützenfesten und internationalen Wettkämpfen, sowie Fahnen und besondere Waffen. |
| ja   | Datei hochladen · Wikidata zu Stadtarchiv Bern (Q19362514)                                    | Stadtarchiv Bern KGS-Nr.: 08857                                                              | B    | S   | Helvetiastrasse 6 600865 / 199085                                                        | Sicherstellung, Aufbewahrung, Erschliessung und Auswertung von Akten, die für die Stadt Bern von rechtlicher oder historischer Bedeutung sind. Dabei reichen die Dokumente bis ins Jahr 1146 zurück. |
| ja   | Datei hochladen · Wikidata zu Heil- und Pflegeanstalt Waldau (Q14654120)                      | Heil- und Pflegeanstalt Waldau KGS-Nr.: 08998                                                | B    | G   | Bolligenstrasse 117 603334 / 201541                                                      | In den Jahren 1851 bis 1855 von Gottlieb Hebler erbautes «Aussenkrankenhaus», der grösste Bau der Anstalt Waldau. Ausgedehnte dreiflüglige Anlage mit Zugangsallee in der Mittelachse; in deutlicher Anlehnung an barocke Spital- und Klosterbauten geplant. Die lange Front des Querflügels ist aufgeteilt in einen elfachsigen Mittelbau und in dreiachsige Seitentrakte mit Mittelrisaliten. |
| ja   | Datei hochladen · Wikidata zu Ehemalige Pferdekuranstalt (Q29651681)                          | Ehemalige Pferdekuranstalt KGS-Nr.: 09911                                                    | B    | G   | Papiermühlestrasse 40 / Mingerstrasse 3 601882 / 200784                                  | 1891 ursprünglich U-förmig angelegter Baukomplex von Administrationsgebäude und Stallungen, 1910 und 1936 mit Erweiterungsbauten zu einem rechteckig umbauten Hof geschlossen. Bedeutender Zeuge der nüchternen, aber sorgfältig gegliederten Zweckarchitektur der Jahrhundertwende. |
| ja   | Datei hochladen · Wikidata zu PTT-Hochhaus (Q117413399)                                       | PTT-Hochhaus KGS-Nr.: 17191                                                                  | B    | G   | Ostermundigenstrasse 93 602881 / 200381                                                  | In den Jahren 1967 bis 1972 nach Plänen des Architekturbüros Frey, Egger + Peterhans erbautes Forschungs- und Versuchsgebäude der PTT. Das schlanke, auf plattformartigen Sockelzone gesetzte Hochhaus von 19 Geschossen ist ein Skelettbau aus vorfabrizierten Betonelementen in Sandwichform und ausbetonierten Profilstahlstützen. |
| ja   | Datei hochladen · Wikidata zu Siedlung Brunnadern (Q117428803)                                | Siedlung Brunnadern KGS-Nr.: 17194                                                           | B    | G   | Brunnadernstrasse 62, 62a, 64a, 64b, 64c, 66a, 66b, 66c, 68, 68a, 68b 602068 / 198346    | Die von 1969 bis 1972 durch das Atelier 5 erbaute Wohnsiedlung in einem parkähnlichen Gelände besteht aus vier parallelen, gegeneinander versetzten Mehrfamilienhäusern. Die individuell gestalteten Wohneinheiten bilden die Basis für die unterschiedliche Gestaltung der aus Sichtbeton gefertigten Hauptbaukörper. |
| ja   | Datei hochladen · Wikidata zu Siedlung Merzenacker (Q134578265)                               | Siedlung Merzenacker KGS-Nr.: 17195                                                          | B    | G   | Merzenacker 21–29, 41–69, 81–85, 81a, 85a, 2–16, 70–76, 80–86, 90–96 603308 / 199289     | In den Jahren 1982 bis 1987 von arb Architekten erbaute Wohnsiedlung in ländlicher Umgebung, bestehend aus 43 Reiheneinfamilienhäusern mit Geschäftsräumen in neun Baublöcken. Prägend sind die fliessenden Übergänge vom öffentlichen zum halbprivaten und privaten Aussenraum. |

## Übrige Baudenkmäler
Hinweis: Anstelle der KGS-Nummer wird als Objekt-Identifikator (ID) die Grundstücksnummer verwendet.
| ID                                             | Foto |                                                                                                  | Objekt                                                                | Typ | Standort                                                                        | Beschreibung |
| ---------------------------------------------- | ---- | ------------------------------------------------------------------------------------------------ | --------------------------------------------------------------------- | --- | ------------------------------------------------------------------------------- | --- |
| 2                                              | BW   | Datei hochladen · Wikidata zu Ehemalige öffentliche WC-Anlage (1894) (Q129707424)                | Ehemalige öffentliche WC-Anlage (1894)                                | G   | Grosser Muristalden 3 601609 / 199709                                           | |
| 3                                              | ja   | Datei hochladen · Wikidata zu Stöckli des ehemaligen Gasthofs Klösterli (1759) (Q128213857)      | Stöckli des ehemaligen Gasthofs Klösterli (1759)                      | G   | Klösterlistutz 16 601571 / 199773                                               | |
| 3                                              | ja   | Datei hochladen · Wikidata zu Ehemaliger Gasthof Klösterli (1759) (Q117404062)                   | Ehemaliger Gasthof Klösterli (1759)                                   | G   | Klösterlistutz 18 601579 / 199760                                               | Der 1968 gegründete Musikclub Mahogany Hall Bern veranstaltet regelmässig Livekonzerte in den Räumlichkeiten. |
| 3                                              | ja   | Datei hochladen · Wikidata zu Stöckli des ehemaligen Gasthofs Klösterli (um 1840) (Q128274457)   | Stöckli des ehemaligen Gasthofs Klösterli (um 1840)                   | G   | Klösterlistutz 18a 601578 / 199743                                              | |
| 3                                              | ja   | Datei hochladen · Wikidata zu Brauerei- und Wohngebäude (1871) (Q128281015)                      | Brauerei- und Wohngebäude (1871)                                      | G   | Klösterlistutz 20 601571 / 199729                                               | |
| 5                                              | ja   | Datei hochladen · Wikidata zu Welttelegrafen-Denkmal (Q2558694)                                  | Brunnenanlage mit Welttelegrafen-Denkmal (1922)                       | K   | Helvetiaplatz NN 600712 / 199186                                                | |
| 21                                             | ja   | Datei hochladen · Wikidata zu Wohnhaus mit Restaurant (1896) (Q106351069)                        | Wohnhaus mit Restaurant (1896)                                        | G   | Thunstrasse 5 / Marienstrasse 6 600910 / 199174                                 | |
| 24                                             | BW   | Datei hochladen                                                                                  | Villa (1887)                                                          | G   | Marienstrasse 11 600976 / 199233                                                | |
| 24                                             | ja   | Datei hochladen · Wikidata zu Pförtnerhaus (1889) (Q106351595)                                   | Pförtnerhaus (1889)                                                   | G   | Marienstrasse 11a 600961 / 199210                                               | 1889 durch den Architekten Eduard von Rodt erbautes Pförtnerhaus als Nebengebäude der ebenfalls von ihm erbauten Villa, Marienstrasse 11 |
| 25                                             | ja   | Datei hochladen · Wikidata zu Villa (1888) (Q106352010)                                          | Villa (1888)                                                          | G   | Marienstrasse 17 601032 / 199208                                                | 1889 durch den Architekten Eduard von Rodt erbaute Villa |
| 30; 31                                         | ja   | Datei hochladen · Wikidata zu Doppelwohnhaus (1887) (Q106611970)                                 | Doppelwohnhaus (1887)                                                 | G   | Marienstrasse 22, 24 601117 / 199168                                            | 1887 durch den Architekten Eugen Stettler erbaute Doppelwohnhaus |
| 34                                             | ja   | Datei hochladen · Wikidata zu Wohn- und Geschäftshaus (1886) (Q106613102)                        | Wohn- und Geschäftshaus (1886)                                        | G   | Thunstrasse 7 600933 / 199152                                                   | |
| 35                                             | BW   | Datei hochladen                                                                                  | Villa (1889)                                                          | G   | Weststrasse 6 600667 / 199169                                                   | |
| 36                                             | ja   | Datei hochladen · Wikidata zu Ehemaliges Tramdepot (1889/90) (Q106614394)                        | Ehemaliges Tramdepot (1889/90)                                        | G   | Grosser Muristalden 6 601602 / 199599                                           | |
| 40                                             | ja   | Datei hochladen · Wikidata zu Wohnhaus (1889) (Q106614773)                                       | Wohnhaus (1889)                                                       | G   | Marienstrasse 16 601041 / 199172                                                | 1889 durch den Architekten Eduard von Rodt erbautes Wohnhaus |
| 43                                             | BW   | Datei hochladen                                                                                  | Kindergarten Dalmaziquai (1945/46)                                    | G   | Dalmaziquai 91 600494 / 198571                                                  | |
| 45; 77                                         | ja   | Datei hochladen · Wikidata zu Doppelwohnhaus (1887) (Q106614945)                                 | Doppelwohnhaus (1887)                                                 | G   | Marienstrasse 30, 32 601194 / 199163                                            | 1887 durch den Architekten Eugen Stettler erbaute Doppelwohnhaus |
| 46                                             | BW   | Datei hochladen                                                                                  | Wohnhaus (1889)                                                       | G   | Archivstrasse 10 600639 / 198955                                                | |
| 51; 130.                                       | ja   | Datei hochladen · Wikidata zu Zwei Wohnhäuser (1887) (Q125455446)                                | Zwei Wohnhäuser (1887)                                                | G   | Feldeggweg 3, 5 600658 / 199208                                                 | |
| 53                                             | BW   | Datei hochladen                                                                                  | Schulhaus Kirchenfeld (1891)                                          | G   | Aegertenstrasse 46 600643 / 198715                                              | |
| 55; 87; 88; 89; 90                             | BW   | Datei hochladen                                                                                  | Reiheneinfamilienhäuser (1891)                                        | G   | Archivstrasse 12, 14, 16, 18, 20 600643 / 198909                                | |
| 60; 61                                         | ja   | Datei hochladen · Wikidata zu Doppelwohnhaus (1890) (Q106615031)                                 | Doppelwohnhaus (1890)                                                 | G   | Marienstrasse 26, 28 601154 / 199167                                            | 1890 durch den Architekten Eugen Stettler erbaute Doppelwohnhaus |
| 65                                             | BW   | Datei hochladen                                                                                  | Villenartiges Etagenwohnhaus (1891)                                   | G   | Brunnadernstrasse 2 601732 / 199174                                             | |
| 67; 68; 69                                     | ja   | Datei hochladen · Wikidata zu Wohnhaus (1890) (Q106615092)                                       | Wohnhaus (1890)                                                       | G   | Marienstrasse 19, 21, 23 601072 / 199205                                        | 1890 durch den Architekten Eduard von Rodt erbautes Wohnhaus |
| 74                                             | BW   | Datei hochladen                                                                                  | Wohnhaus (1892)                                                       | G   | Gryphenhübeliweg 4 601465 / 199264                                              | |
| 75; 2198; 2199; 2200                           | BW   | Datei hochladen                                                                                  | Reihenmehrfamilienhäuser (1932)                                       | G   | Alpenstrasse 17, 19, 19a, 21 601382 / 199054                                    | |
| 82                                             | BW   | Datei hochladen                                                                                  | Mehrfamilienhaus (1892)                                               | G   | Alpenstrasse 5 601296 / 199152                                                  | |
| 85; 86                                         | ja   | Datei hochladen · Wikidata zu Doppelwohnhaus (1891) (Q106615214)                                 | Doppelwohnhaus (1891)                                                 | G   | Marienstrasse 12, 14 601011 / 199178                                            | |
| 117                                            | ja   | Datei hochladen · Wikidata zu Campus Muristalden (Q56612869)                                     | Seminar Muristalden Lehrgebäude mit Turnhalle und Musiksaal (1923/26) | G   | Muristrasse 8a 601567 / 199204                                                  | |
| 125; 126                                       | BW   | Datei hochladen                                                                                  | Reihenmietshäuser (1893)                                              | G   | Mottastrasse 3, 5 601009 / 199045                                               | |
| 127                                            | ja   | Datei hochladen · Wikidata zu Wohn- und Geschäftshaus (1893) (Q128530301)                        | Wohn- und Geschäftshaus (1893)                                        | G   | Thunstrasse 14 601012 / 199068                                                  | |
| 131                                            | BW   | Datei hochladen                                                                                  | Villa (1885)                                                          | G   | Feldeggweg 7 600639 / 199174                                                    | |
| 140                                            | BW   | Datei hochladen                                                                                  | Pavillonbau (1894)                                                    | G   | Thormannstrasse 67 600922 / 198576                                              | Schützenhaus der Bogenschützengesellschaft der Stadt Bern durch den Architekten René von Wurstemberger erbaut. |
| 144; 145                                       | ja   | Datei hochladen · Wikidata zu Zwei Reihenmietshäuser (1893) (Q128540232)                         | zwei Reihenmietshäuser (1893)                                         | G   | Mottastrasse 2, 4 600971 / 199083                                               | |
| 153                                            | ja   | Datei hochladen · Wikidata zu Kapelle der Apostolischen Kirchgemeinde (1894) (Q128549184)        | Kapelle der Apostolischen Kirchgemeinde (1894)                        | G   | Helvetiastrasse 23 600954 / 198881                                              | |
| 158; 172                                       | BW   | Datei hochladen                                                                                  | zwei Etagenwohnhäuser (1894/95)                                       | G   | Muristrasse 48, 50 601966 / 199072                                              | |
| 161                                            | ja   | Datei hochladen · Wikidata zu Mehrfamilienhaus (1896) (Q128597346)                               | Mehrfamilienhaus (1896)                                               | G   | Luisenstrasse 6 601044 / 199149                                                 | |
| 162; 163                                       | BW   | Datei hochladen                                                                                  | Doppelwohnhaus (1894)                                                 | G   | Jungfraustrasse 2, 4 601228 / 199144                                            | |
| 164; 165                                       | ja   | Datei hochladen · Wikidata zu Wohnhaus mit Ladengeschäft (1894) (Q128598066)                     | Wohnhaus mit Ladengeschäft (1894)                                     | G   | Thunstrasse 6, 8 600941 / 199110                                                | |
| 168                                            | BW   | Datei hochladen                                                                                  | Villa (1896)                                                          | G   | Tillierstrasse 10 600553 / 198662                                               | |
| 169; 170                                       | ja   | Datei hochladen · Wikidata zu Doppelwohnhaus (1894) (Q106621525)                                 | Doppelwohnhaus (1894)                                                 | G   | Marienstrasse 25, 27 601100 / 199203                                            | 1894 durch den Architekten Eduard von Rodt erbautes Wohnhaus |
| 173; 174; 175; 176; 177                        | BW   | Datei hochladen                                                                                  | Reihenwohnhäuser (1895)                                               | G   | Alpenstrasse 7, 9, 11, 13, 15 601324 / 199117                                   | |
| 179                                            | BW   | Datei hochladen                                                                                  | Etagenwohnhaus (1896)                                                 | G   | Bernastrasse 10 600723 / 199056                                                 | |
| 183                                            | BW   | Datei hochladen                                                                                  | Kirche der Christlichen Wissenschaft (1926)                           | G   | Helvetiaplatz 6 600712 / 199186                                                 | |
| 185                                            | ja   | Datei hochladen · Wikidata zu Wohn- und Geschäftshaus (1896) (Q128600329)                        | Wohn- und Geschäftshaus (1896)                                        | G   | Thunstrasse 4 600917 / 199118                                                   | |
| 187                                            | BW   | Datei hochladen                                                                                  | Wohnhaus (1896)                                                       | G   | Mottastrasse 20 600991 / 198929                                                 | |
| 188                                            | ja   | Datei hochladen · Wikidata zu Villa (1898) (Q128601684)                                          | Villa (1898)                                                          | G   | Museumstrasse 12 600956 / 199018                                                | |
| 189; 190; 191; 192; 193; 194; 195; 196; 197    | BW   | Datei hochladen                                                                                  | neun Reihenwohnhäuser (1896)                                          | G   | Mottastrasse 11, 13, 15, 17, 19, 21, 23, 25, 27 601024 / 198959                 | |
| 198                                            | BW   | Datei hochladen                                                                                  | Wohnhaus (1898)                                                       | G   | Luisenstrasse 30 601078 / 198933                                                | |
| 199                                            | BW   | Datei hochladen                                                                                  | Botschaft von Serbien (1976/78)                                       | G   | Seminarstrasse 5 601662 / 199122                                                | |
| 205                                            | BW   | Datei hochladen                                                                                  | Mehrfamilienhäuser (1896)                                             | G   | Helvetiastrasse 5, 7 600907 / 199089                                            | |
| 207; 208                                       | ja   | Datei hochladen · Wikidata zu Doppelwohnhaus (1897) (Q128601944)                                 | Doppelwohnhaus (1897)                                                 | G   | Hallwylstrasse 24, 26 600999 / 198889                                           | |
| 209; 210                                       | ja   | Datei hochladen · Wikidata zu Doppelmietshaus (1897) (Q106621720)                                | Doppelmietshaus (1897)                                                | G   | Thunstrasse 22, 24 601165 / 198985                                              | |
| 214; 225                                       | BW   | Datei hochladen                                                                                  | Doppelwohnhaus (1897)                                                 | G   | Hallwylstrasse 32, 34 601070 / 198903                                           | |
| 226                                            | BW   | Datei hochladen                                                                                  | Etagenwohnhaus (1898)                                                 | G   | Muristrasse 44 601934 / 199097                                                  | |
| 228; 229; 230; 231; 232; 233; 234              | BW   | Datei hochladen                                                                                  | Reihenwohnhäuser (1898)                                               | G   | Luisenstrasse 19, 21, 23, 25, 27, 29 601107 / 198961                            | |
| 235                                            | BW   | Datei hochladen                                                                                  | Doppeleinfamilienhaus (1897)                                          | G   | Alpenstrasse 25, 27 601440 / 198976                                             | |
| 237                                            | BW   | Datei hochladen                                                                                  | Villa (1901)                                                          | G   | Alpenstrasse 29 601461 / 198952                                                 | |
| 238                                            | BW   | Datei hochladen                                                                                  | Doppelwohnhaus (1898)                                                 | G   | Grosser Muristalden 32, 34 601468 / 199306                                      | |
| 239; 240                                       | BW   | Datei hochladen                                                                                  | Doppelwohnhaus (1898)                                                 | G   | Hallwylstrasse 28, 30 601041 / 198896                                           | |
| 243                                            | BW   | Datei hochladen                                                                                  | Villa (1898)                                                          | G   | Mottastrasse 9 601034 / 199018                                                  | |
| 249; 250                                       | ja   | Datei hochladen · Wikidata zu Doppelvilla (1896) (Q106621997)                                    | Doppelvilla (1896)                                                    | G   | Marienstrasse 29, 31 601132 / 199200                                            | 1896 durch den Architekten Eduard von Rodt erbaute Doppelvilla |
| 255                                            | BW   | Datei hochladen                                                                                  | Villa (1899)                                                          | G   | Aegertenstrasse 22 600677 / 198882                                              | |
| 257                                            | BW   | Datei hochladen                                                                                  | Herrschaftliches Mietshaus (1858)                                     | G   | Aegertenstrasse 1 600745 / 198964                                               | |
| 258; 259; 260; 261; 262; 263                   | ja   | Datei hochladen · Wikidata zu Reiheneinfamilienhäuser (1897) (Q128697488)                        | Reiheneinfamilienhäuser (1897)                                        | G   | Florastrasse 15, 17, 19, 21, 23, 25 601264 / 199080                             | 1896 durch den Architekten Eduard von Rodt erbaute Doppelvilla |
| 269                                            | ja   | Datei hochladen · Wikidata zu Ehemalige Fuhrhalterei (1897) (Q117407952)                         | Ehemalige Fuhrhalterei (1897)                                         | G   | Dählhölzliweg 3 / Justingerweg 4 601329 / 198972                                | 1897 durch den Architekten Albert Gerster erbaute, trapezförmige Vierflügelanlage mit ehemals offenem Innenhof |
| 270                                            | ja   | Datei hochladen · Wikidata zu Reihenmietshäuser (1899) (Q106622190)                              | Reihenmietshäuser (1899)                                              | G   | Kirchenfeldstrasse 4, 6, 8, 10, 12, 14 600716 / 198756                          | |
| 276; 264; 265; 266; 267; 268                   | BW   | Datei hochladen                                                                                  | sechs Reihenwohnhäuser (1899)                                         | G   | Jungfraustrasse 18, 20, 22, 24, 26, 28 601312 / 199042                          | |
| 277                                            | ja   | Datei hochladen · Wikidata zu Villa Le Pavillon (Q120793277)                                     | Villa Le Pavillon (1900)                                              | G   | Thunstrasse 52, 52A 601488 / 198794                                             | 1900 durch den Architekten Henry Berthold von Fischer erbaute Villa. Teil des Villenensembles Thunplatz (städtebauliche Gesamtkonzeption, KGS-Nr.: 00738). |
| 278                                            | BW   | Datei hochladen                                                                                  | Wohnhaus (1899)                                                       | G   | Tillierstrasse 12 600554 / 198637                                               | |
| 282                                            | BW   | Datei hochladen                                                                                  | Villa (1900)                                                          | G   | Grüneckweg 4 601534 / 199251                                                    | |
| 283                                            | ja   | Datei hochladen · Wikidata zu Drei Etagenwohnhäuser (1899) (Q106622373)                          | drei Etagenwohnhäuser (1899)                                          | G   | Thunstrasse 32, 34, 36 601303 / 198908                                          | |
| 292                                            | ja   | Datei hochladen · Wikidata zu Wohnhaus Waldruh (1900) (Q106622567)                               | Wohnhaus Waldruh (1900)                                               | G   | Thunstrasse 30 601260 / 198929                                                  | |
| 293; 294; 295; 296                             | BW   | Datei hochladen                                                                                  | zwei Doppelhäuser (1900)                                              | G   | Hallwylstrasse 33, 35, 37, 39 601138 / 198958                                   | |
| 297                                            | BW   | Datei hochladen                                                                                  | Mehrfamilienhaus (1900)                                               | G   | Dufourstrasse 28 601165 / 198954                                                | |
| 298                                            | BW   | Datei hochladen                                                                                  | Villa (1903)                                                          | G   | Alpenstrasse 35 601504 / 198904                                                 | |
| 300; 301; 302; 561                             | BW   | Datei hochladen                                                                                  | Reihenmietshäuser (1901)                                              | G   | Thormannstrasse 48, 50, 52, 54 600854 / 198708                                  | |
| 305; 306; 307; 308                             | BW   | Datei hochladen                                                                                  | zwei Doppelvillen (1900/01)                                           | G   | Kirchenfeldstrasse 73, 75, 77, 79 601347 / 198834                               | |
| 309                                            | ja   | Datei hochladen · Wikidata zu Bundesverwaltungsgebäude (1902 / 1904) (Q107065382)                | Bundesverwaltungsgebäude (1902/04)                                    | G   | Hallwylstrasse 4 600663 / 198851                                                | Seit 2021 Sitz des Bundesamts für Wohnungswesen |
| 313                                            | BW   | Datei hochladen                                                                                  | Reihenwohnhäuser (1900)                                               | G   | Mottastrasse 33, 35, 37, 39, 41 601045 / 198835                                 | |
| 321                                            | ja   | Datei hochladen · Wikidata zu Ehemaliges Feuerwehrmagazin (1921) (Q128732589)                    | Ehemaliges Feuerwehrmagazin (1921)                                    | G   | Helvetiastrasse 10p 600881 / 199057                                             | |
| 322; 323; 324; 325                             | ja   | Datei hochladen · Wikidata zu Reihenmietshäuser (1901) (Q106622611)                              | Reihenmietshäuser (1901)                                              | G   | Thunstrasse 49, 51, 53 / Jungfraustrasse 44 601411 / 198904                     | |
| 326                                            | BW   | Datei hochladen                                                                                  | Villa (1901)                                                          | G   | Kirchenfeldstrasse 90 601453 / 198789                                           | |
| 328                                            | BW   | Datei hochladen                                                                                  | Wohnhaus (1902)                                                       | G   | Tillierstrasse 8 600582 / 198665                                                | |
| 329                                            | ja   | Datei hochladen · Wikidata zu Wohnhaus (1900) (Q106622654)                                       | Wohnhaus (1900)                                                       | G   | Kirchenfeldstrasse 44 601080 / 198776                                           | |
| 330                                            | BW   | Datei hochladen                                                                                  | Mehrfamilienhaus (1903)                                               | G   | Mottastrasse 49 601063 / 198749                                                 | |
| 333; 334; 335; 336                             | BW   | Datei hochladen                                                                                  | Reihenmietshäuser (1901)                                              | G   | Kirchenfeldstrasse 50, 52 601160 / 198775                                       | |
| 339; 340; 341; 342; 343; 344                   | BW   | Datei hochladen                                                                                  | sechs Reihenmietshäuser (1901)                                        | G   | Dufourstrasse 7, 9, 11, 13, 15, 17 601236 / 199038                              | |
| 345                                            | BW   | Datei hochladen                                                                                  | Villa (1902)                                                          | G   | Kollerweg 18 601362 / 199274                                                    | |
| 347                                            | ja   | Datei hochladen · Wikidata zu Landsitz (um 1780, erweitert 1905) (Q128790515)                    | Landsitz (um 1780, erweitert 1905)                                    | G   | Muristrasse 28, 28c 601807 / 199227                                             | |
| 347                                            | BW   | Datei hochladen                                                                                  | Chalet (um 1905)                                                      | G   | Muristrasse 28b 601766 / 199223                                                 | |
| 348; 349                                       | BW   | Datei hochladen                                                                                  | Doppelmehrfamilienhaus (1902)                                         | G   | Dählhölzliweg 11, 13 601277 / 198883                                            | |
| 350                                            | ja   | Datei hochladen · Wikidata zu Villa (1906) (Q128790980)                                          | Villa (1906)                                                          | G   | Seminarstrasse 30 601525 / 198932                                               | 1906 durch den Architekten Henry Berthold von Fischer erbaute Villa |
| 357                                            | BW   | Datei hochladen                                                                                  | Wohnhaus (1903)                                                       | G   | Seminarstrasse 15 601605 / 199068                                               | |
| 358; 359; 360; 395; 396; 397                   | BW   | Datei hochladen                                                                                  | sechs Reihenmietshäuser (1903)                                        | G   | Mottastrasse 32, 34, 36, 38, 40, 42 601016 / 198836                             | |
| 363                                            | BW   | Datei hochladen                                                                                  | Villa (1903)                                                          | G   | Alpenstrasse 32 601506 / 198955                                                 | |
| 377; 378; 480; 481                             | BW   | Datei hochladen                                                                                  | Reihenmietshäuser (1903/04)                                           | G   | Helvetiastrasse 27, 29, 31, 33 600954 / 198837                                  | |
| 382                                            | ja   | Datei hochladen · Wikidata zu Doppelwohnhaus (1903) (Q106622699)                                 | Doppelwohnhaus (1903)                                                 | G   | Kirchenfeldstrasse 61, 63 601236 / 198823                                       | |
| 390                                            | ja   | Datei hochladen · Wikidata zu Villa (1903) (Q128793073)                                          | Villa (1903)                                                          | G   | Thunstrasse 67 601652 / 198870                                                  | 1903 durch den Architekten Henry Berthold von Fischer erbaute Villa |
| 398                                            | BW   | Datei hochladen                                                                                  | Mehrfamilienhaus (1904)                                               | G   | Habsburgstrasse 10 601523 / 199032                                              | |
| 399                                            | ja   | Datei hochladen · Wikidata zu Wohnhaus (1903) (Q128797550)                                       | Wohnhaus (1903)                                                       | G   | Seminarstrasse 28 601532 / 198959                                               | 1903 durch den Architekten Henry Berthold von Fischer erbaute Villa |
| 400                                            | BW   | Datei hochladen                                                                                  | Wohnhaus (1904/05)                                                    | G   | Seminarstrasse 24 601542 / 198992                                               | |
| 401                                            | BW   | Datei hochladen                                                                                  | Mehrfamilienhaus (1906)                                               | G   | Seminarstrasse 22 601546 / 199015                                               | |
| 404                                            | BW   | Datei hochladen                                                                                  | Wohnhaus (1902)                                                       | G   | Jungfraustrasse 34 601365 / 198977                                              | |
| 405; 406; 407; 442; 443; 444                   | ja   | Datei hochladen · Wikidata zu Reihenmietshäuser (1903) (Q106622763)                              | Reihenmietshäuser (1903)                                              | G   | Dählhölzliweg 8 / Dufourstrasse 23 / Thunstrasse 33, 35, 37, 39 601252 / 198980 | |
| 423                                            | BW   | Datei hochladen                                                                                  | Mehrfamilienhaus (1904)                                               | G   | Habsburgstrasse 6 601565 / 199065                                               | |
| 427                                            | BW   | Datei hochladen                                                                                  | Wohnhaus (1904)                                                       | G   | Habsburgstrasse 12 601503 / 199017                                              | |
| 428                                            | BW   | Datei hochladen                                                                                  | Villa (1904)                                                          | G   | Steinerstrasse 45 601627 / 198914                                               | |
| 429; 430                                       | BW   | Datei hochladen                                                                                  | Doppelwohnhaus (1903)                                                 | G   | Aegertenstrasse 18 / Archivstrasse 15 600686 / 198916                           | |
| 433                                            | BW   | Datei hochladen                                                                                  | Wohnhaus (1904)                                                       | G   | Habsburgstrasse 8 601544 / 199047                                               | |
| 434                                            | BW   | Datei hochladen                                                                                  | Villa (1905)                                                          | G   | Seminarstrasse 18 601558 / 199035                                               | |
| 435                                            | BW   | Datei hochladen                                                                                  | Wohnhaus (1904)                                                       | G   | Luisenstrasse 47 601130 / 198826                                                | |
| 437; 438; 462; 504; 505                        | ja   | Datei hochladen · Wikidata zu Reihenmietshäuser (1903–1906) (Q106622808)                         | Reihenmietshäuser (1903/06)                                           | G   | Thunstrasse 42, 44, 46, 46a, 48 601384 / 198866                                 | |
| 439; 440                                       | BW   | Datei hochladen                                                                                  | Villenartige Mehrfamilienhäuser (1904)                                | G   | Ensingerstrasse 37, 39 601614 / 198986                                          | |
| 441                                            | BW   | Datei hochladen                                                                                  | Villa (1904)                                                          | G   | Kirchenfeldstrasse 78 601361 / 198784                                           | |
| 447                                            | BW   | Datei hochladen                                                                                  | Doppelvilla (1903)                                                    | G   | Aegertenstrasse 7, 9 600730 / 198919                                            | |
| 463; 464                                       | BW   | Datei hochladen                                                                                  | Doppelmehrfamilienhaus (1904)                                         | G   | Jubiläumsstrasse 41, 43 600888 / 198545                                         | |
| 476                                            | BW   | Datei hochladen                                                                                  | Wohnhaus (1905)                                                       | G   | Alpenstrasse 30 601490 / 198977                                                 | |
| 479                                            | ja   | Datei hochladen · Wikidata zu St. Ursula’s Church (Q2323496)                                     | St. Ursula’s Church (1905)                                            | G   | Jubiläumsplatz 2 601121 / 198764                                                | |
| 482                                            | BW   | Datei hochladen                                                                                  | Villa (1906)                                                          | G   | Kirchenfeldstrasse 74 601335 / 198781                                           | |
| 485; 486; 487; 488; 489; 490; 491              | BW   | Datei hochladen                                                                                  | Reihenwohnhäuser (1906)                                               | G   | Tillierstrasse 3, 5, 7, 9, 11, 13, 15 600614 / 198632                           | |
| 493                                            | ja   | Datei hochladen · Wikidata zu Bürogebäude (1962/63) (Q128806094)                                 | Bürogebäude (1962/63)                                                 | G   | Thunstrasse 73 601744 / 198889                                                  | Von 1962 bis 1963 erbautes Bürogebäude des Architekten Frank Geiser |
| 496                                            | ja   | Datei hochladen · Wikidata zu Reihenmietshaus (1906) (Q128823763)                                | Reihenmietshaus (1906)                                                | G   | Hallwylstrasse 48 601236 / 198935                                               | |
| 497                                            | ja   | Datei hochladen · Wikidata zu Reihenmietshaus (1906) (Q128860328)                                | Reihenmietshaus (1906)                                                | G   | Hallwylstrasse 46 601220 / 198929                                               | |
| 510                                            | BW   | Datei hochladen                                                                                  | Villenartiges Wohnhaus (1907)                                         | G   | Dufourstrasse 30 601162 / 198919                                                | |
| 521                                            | BW   | Datei hochladen                                                                                  | Villa (1905)                                                          | G   | Ensingerstrasse 48 601563 / 198894                                              | |
| 522; 523; 524                                  | BW   | Datei hochladen                                                                                  | Reihenmehrfamilienhaus (1907)                                         | G   | Aegertenstrasse 55, 57, 59 600686 / 198576                                      | |
| 525; 526                                       | BW   | Datei hochladen                                                                                  | Doppelwohnhaus (1906)                                                 | G   | Gryphenhübeliweg 55, 57 601336 / 199155                                         | |
| 527; 528                                       | BW   | Datei hochladen                                                                                  | Doppeleinfamilienhaus (1906/07)                                       | G   | Ensingerstrasse 33, 35 601637 / 199002                                          | |
| 540                                            | BW   | Datei hochladen                                                                                  | Villa (1916)                                                          | G   | Steinerstrasse 36 601705 / 198914                                               | |
| 518; 546; 547; 548                             | BW   | Datei hochladen                                                                                  | vier Reihenwohnhäuser (1907)                                          | G   | Hallwylstrasse 36, 38, 40, 42 601130 / 198915                                   | |
| 549; 550                                       | BW   | Datei hochladen                                                                                  | Mehrfamilienhäuser (1906)                                             | G   | Dufourstrasse 29 / Hallwylstrasse 44 601198 / 198924                            | |
| 569                                            | BW   | Datei hochladen                                                                                  | Wohnhaus (1909)                                                       | G   | Weststrasse 16 600648 / 199116                                                  | |
| 573; 574                                       | BW   | Datei hochladen                                                                                  | Doppelmehrfamilienhaus (1902)                                         | G   | Dählhölzliweg 19 / Justingerweg 18 601284 / 198830                              | |
| 577                                            | BW   | Datei hochladen                                                                                  | Einfamilienhaus mit Atelier (1912)                                    | G   | Kollerweg 11 601353 / 199317                                                    | |
| 578                                            | BW   | Datei hochladen                                                                                  | Zweifamilienhaus mit Büro (1910/11)                                   | G   | Kollerweg 9 601381 / 199333                                                     | |
| 611                                            | BW   | Datei hochladen                                                                                  | Reihenmietshäuser (1910)                                              | G   | Florastrasse 18, 20, 22, 24, 26, 28, 30 601284 / 199012                         | |
| 622                                            | BW   | Datei hochladen                                                                                  | Villa (1911)                                                          | G   | Kirchenfeldstrasse 84 601395 / 198786                                           | |
| 623                                            | BW   | Datei hochladen                                                                                  | Villa (1911)                                                          | G   | Kirchenfeldstrasse 88 601423 / 198785                                           | |
| 668                                            | BW   | Datei hochladen                                                                                  | Verwaltungsgebäude (1912/14)                                          | G   | Wildstrasse 3 600623 / 198456                                                   | |
| 671                                            | BW   | Datei hochladen                                                                                  | Villa (1914)                                                          | G   | Kirchenfeldstrasse 56 601196 / 198767                                           | |
| 676; 677; 678; 679; 680                        | BW   | Datei hochladen                                                                                  | Reihenmietshäuser (1913)                                              | G   | Helvetiastrasse 39, 41, 43, 45, 47 600988 / 198732                              | |
| 688                                            | BW   | Datei hochladen                                                                                  | Mehrfamilienhaus (1914)                                               | G   | Anshelmstrasse 18 600719 / 198639                                               | |
| 721                                            | BW   | Datei hochladen                                                                                  | Villa (1916)                                                          | G   | Steinerstrasse 34 601728 / 198924                                               | |
| 731; 732; 733                                  | BW   | Datei hochladen                                                                                  | Reihenmietshäuser (1915)                                              | G   | Jubiläumsstrasse 88 / Tillierstrasse 53 / Wildstrasse 16 600604 / 198344        | |
| 744                                            | BW   | Datei hochladen                                                                                  | Wohnhaus (1916/17)                                                    | G   | Tillierstrasse 56 600555 / 198307                                               | |
| 854                                            | BW   | Datei hochladen                                                                                  | Wohnhaus mit Atelier (1947/48)                                        | G   | Kollerweg 28 601269 / 199254                                                    | |
| 927; 2493                                      | BW   | Datei hochladen                                                                                  | Villa (1886)                                                          | G   | Englische Anlagen 6, 8 600919 / 199228                                          | |
| 971                                            | BW   | Datei hochladen                                                                                  | Villa Egghölzli (1844/46)                                             | G   | Muristrasse 184 602931 / 198329                                                 | |
| 980                                            | BW   | Datei hochladen                                                                                  | Etagenwohnhaus La Fadette (1904)                                      | G   | Muristrasse 66 602136 / 198886                                                  | |
| 981                                            | ja   | Datei hochladen · Wikidata zu Kalchegggut (3. Viertel 18. Jh.) (Q117440374)                      | Kalchegggut (3. Viertel 18. Jh.)                                      | G   | Kalcheggweg 8, 8a 602087 / 198755                                               | |
| 989                                            | BW   | Datei hochladen                                                                                  | Villa (1898)                                                          | G   | Luternauweg 12 602172 / 198225                                                  | |
| 994                                            | BW   | Datei hochladen                                                                                  | Villa (1899)                                                          | G   | Elfenstrasse 4 601647 / 198774                                                  | |
| 995                                            | BW   | Datei hochladen                                                                                  | Wohnhaus (1887)                                                       | G   | Kalcheggweg 24 601868 / 198566                                                  | |
| 999                                            | BW   | Datei hochladen                                                                                  | Villa (1901)                                                          | G   | Elfenstrasse 6 601666 / 198753                                                  | |
| 1001                                           | ja   | Datei hochladen · Wikidata zu Villa (1908) (Q106624766)                                          | Villa (1908)                                                          | G   | Thunstrasse 68 601663 / 198824                                                  | 1908 durch den Architekten Henry Berthold von Fischer erbaute Villa |
| 1002                                           | BW   | Datei hochladen                                                                                  | Villa (1906/07)                                                       | G   | Lombachweg 35 601964 / 198553                                                   | |
| 1007                                           | ja   | Datei hochladen · Wikidata zu Petruskirche (Q1585430)                                            | Petruskirche mit Kirchgemeindehaus (1947/1949)                        | G   | Brunnadernstrasse 40 601901 / 198647                                            | |
| 1009                                           | ja   | Datei hochladen · Wikidata zu Villa (1907) (Q128877580)                                          | Villa (1907)                                                          | G   | Elfenstrasse 20 601823 / 198616                                                 | 1907 durch den Architekten Albert Gerster erbaute Villa |
| 1011                                           | ja   | Datei hochladen · Wikidata zu Villa (1905) (Q117451497)                                          | Villa (1905)                                                          | G   | Elfenstrasse 10 601708 / 198715                                                 | |
| 1019                                           | BW   | Datei hochladen                                                                                  | Ehemaliges Lehrerinnenheim (1908)                                     | G   | Wildermettweg 46 602641 / 198174                                                | |
| 1020                                           | BW   | Datei hochladen                                                                                  | Villa von Tscharner (1905)                                            | G   | Elfenstrasse 19 601819 / 198676                                                 | |
| 1023                                           | BW   | Datei hochladen                                                                                  | Villa (1905)                                                          | G   | Elfenstrasse 3 601684 / 198800                                                  | |
| 1044                                           | BW   | Datei hochladen                                                                                  | Villa (1916)                                                          | G   | Kalcheggweg 12 602001 / 198675                                                  | |
| 1054                                           | ja   | Datei hochladen · Wikidata zu Restaurant Dählhölzli (Q106628823)                                 | Restaurant Dählhölzli (1937/38)                                       | G   | Tierparkweg 2 600786 / 198073                                                   | |
| 1056                                           | BW   | Datei hochladen                                                                                  | Villa (1907)                                                          | G   | Kalcheggweg 18 601950 / 198626                                                  | |
| 1077                                           | BW   | Datei hochladen                                                                                  | Villa (1910)                                                          | G   | Elfenstrasse 5 601703 / 198781                                                  | |
| 1087                                           | BW   | Datei hochladen                                                                                  | Villa mit Automobilremise (1910)                                      | G   | Brunnadernrain 37 601875 / 198115                                               | 1910 für den Arzt Dr. Edwin Mende vom Architekten Albert Gerster errichtet. |
| 1089                                           | BW   | Datei hochladen                                                                                  | Villa (1938)                                                          | G   | Kalcheggweg 14 601973 / 198655                                                  | |
| 1105                                           | BW   | Datei hochladen                                                                                  | Villa (1912)                                                          | G   | Brunnadernrain 31 601779 / 198179                                               | |
| 1128                                           | BW   | Datei hochladen                                                                                  | Wohnhaus (1932)                                                       | G   | Brunnadernrain 3 601841 / 198459                                                | |
| 1297                                           | ja   | Datei hochladen · Wikidata zu Villa Jenner (Q128946786)                                          | Villa Jenner (1893)                                                   | G   | Muristrasse 53, 53a 602259 / 198964                                             | |
| 1505                                           | BW   | Datei hochladen                                                                                  | Ehemaliges Tramwartehäuschen (1890)                                   | G   | Grosser Muristalden 1a 601593 / 199710                                          | |
| 1506                                           | BW   | Datei hochladen                                                                                  | Ehemaliger Landsitz Sonnenhof (Ende 18. Jh.)                          | G   | Jolimontstrasse 2 602396 / 199079                                               | |
| 1514                                           | BW   | Datei hochladen                                                                                  | Landsitz Obstberggut (frühes 17. Jh.)                                 | G   | Alter Aargauerstalden 2 601675 / 199690                                         | |
| 1520                                           | BW   | Datei hochladen                                                                                  | Landgut Vertmont (1. Hälfte 19. Jh.)                                  | G   | Buristrasse 21 602868 / 199289                                                  | |
| 1522                                           | BW   | Datei hochladen                                                                                  | Landsitz Schöngrün (2. Hälfte 16. Jh.)                                | G   | Monument im Fruchtland 1 602679 / 199879                                        | |
| 1524                                           | ja   | Datei hochladen · Wikidata zu Ehemaliges Ougspurgergut (2. Hälfte 18. Jh.) (Q117460167)          | Ehemaliges Ougspurgergut (2. Hälfte 18. Jh.)                          | G   | Melchenbühlweg 26 603120 / 199437                                               | Nach dem Tod von Albert Welti wurde das Haus von dessen Freund Hermann Hesse gemietet. |
| 1535                                           | BW   | Datei hochladen                                                                                  | Wohn- und Bürohaus (1964/65)                                          | G   | Schosshaldenstrasse 1 / Liebeggweg 27, 29, 31 601689 / 199310                   | |
| 1538                                           | BW   | Datei hochladen                                                                                  | Villa (1888/89)                                                       | G   | Höheweg 38 601775 / 199362                                                      | |
| 1539                                           | BW   | Datei hochladen                                                                                  | Wohnhaus (1888/89)                                                    | G   | Höheweg 36 601746 / 199373                                                      | |
| 1547                                           | BW   | Datei hochladen                                                                                  | Villa Sonnen-Heimat (1893)                                            | G   | Haspelweg 40 602074 / 199850                                                    | |
| 1561                                           | BW   | Datei hochladen                                                                                  | Mehrfamilienhaus (1894)                                               | G   | Höheweg 15 601768 / 199421                                                      | |
| 1573                                           | BW   | Datei hochladen                                                                                  | Chalet (1910)                                                         | G   | Bantigerstrasse 8 601749 / 199521                                               | |
| 1574                                           | BW   | Datei hochladen                                                                                  | Wohnhaus (1895)                                                       | G   | Klaraweg 8 601785 / 199475                                                      | |
| 1577                                           | BW   | Datei hochladen                                                                                  | Wohnhaus (1896)                                                       | G   | Klaraweg 10 601803 / 199452                                                     | |
| 1582                                           | BW   | Datei hochladen                                                                                  | Villenartiges Wohnhaus (1896/97)                                      | G   | Bantigerstrasse 15 601755 / 199573                                              | |
| 1589                                           | BW   | Datei hochladen                                                                                  | Villa (1902)                                                          | G   | Brügglerweg 19 601784 / 199733                                                  | |
| 1590; 1591                                     | ja   | Datei hochladen · Wikidata zu Mehrfamilienhaus (1897/1898) (Q127976579)                          | Mehrfamilienhaus (1897/98)                                            | G   | Muristrasse 17, 17a 601634 / 199300                                             | |
| 1600                                           | BW   | Datei hochladen                                                                                  | Etagenwohnhaus (1899)                                                 | G   | Laubeggstrasse 49 601969 / 199728                                               | |
| 1601                                           | ja   | Datei hochladen · Wikidata zu Villa (1897/1898) (Q128122766)                                     | Villa (1897/98)                                                       | G   | Muristrasse 15 601609 / 199300                                                  | |
| 1603                                           | ja   | Datei hochladen · Wikidata zu Villa (1897/1898) (Q128123174)                                     | Villa (1897/98)                                                       | G   | Muristrasse 19 601658 / 199295                                                  | |
| 1606; 2141                                     | BW   | Datei hochladen                                                                                  | Doppelmehrfamilienhaus (1932/33)                                      | G   | Brügglerweg 7, 9 601713 / 199662                                                | |
| 1612; 1613; 1614; 1615; 1616; 1617             | BW   | Datei hochladen                                                                                  | Reihenmietshaus (1902)                                                | G   | Bantigerstrasse 25, 27, 29, 31, 33, 35 601833 / 199643                          | |
| 1638                                           | BW   | Datei hochladen                                                                                  | Landhaus Rhagor (2. Hälfte 16. Jh.)                                   | G   | Schosshaldenstrasse 44 602136 / 199600                                          | |
| 1639                                           | BW   | Datei hochladen                                                                                  | Landgut Bürenstock, Nebengebäude (1853)                               | G   | Schosshaldenstrasse 58, 58a 602266 / 199697                                     | |
| 1639                                           | BW   | Datei hochladen                                                                                  | Landgut Bürenstock, Scheune (1873)                                    | G   | Schosshaldenstrasse 58c 602245 / 199716                                         | |
| 1647                                           | BW   | Datei hochladen                                                                                  | Wohnhaus (1904)                                                       | G   | Liebeggweg 20 601641 / 199336                                                   | |
| 1649; 1650; 1651; 1652; 1653; 1654; 1655; 1656 | BW   | Datei hochladen                                                                                  | vier Doppelwohnhäuser (1903/04)                                       | G   | Steigerweg 20, 22, 24, 26 / Wattenwylweg 21, 23, 25, 27 601953 / 199603         | |
| 1658; 1659                                     | BW   | Datei hochladen                                                                                  | Doppelwohnhaus (1903/04)                                              | G   | Tavelweg 33, 35 601914 / 199503                                                 | |
| 1686; 1687                                     | ja   | Datei hochladen · Wikidata zu Mehrfamilienhaus (1905) (Q128138248)                               | Mehrfamilienhaus (1905)                                               | G   | Muristrasse 5, 7 601536 / 199312                                                | |
| 1698; 1699; 1700; 1701; 1711; 1712             | BW   | Datei hochladen                                                                                  | drei Mehrfamilienhäuser (1906/08)                                     | G   | Wattenwylweg 20, 22, 24, 26, 28, 30 601899 / 199588                             | |
| 1705                                           | ja   | Datei hochladen · Wikidata zu Mehrfamilienhaus (1907) (Q127830483)                               | Mehrfamilienhaus (1907)                                               | G   | Muristrasse 31 602004 / 199098                                                  | |
| 1706; 1707                                     | ja   | Datei hochladen · Wikidata zu Mehrfamilienhaus (1907) (Q127821106)                               | Mehrfamilienhaus (1907)                                               | G   | Muristrasse 33, 35 602025 / 199076                                              | |
| 1714; 1715; 1716; 1717; 1722; 1723             | BW   | Datei hochladen                                                                                  | drei Doppelhäuser (1907/09)                                           | G   | Tavelweg 19, 21, 23, 25, 27, 29 601869 / 199561                                 | |
| 1718                                           | BW   | Datei hochladen                                                                                  | Wohnhaus (1908)                                                       | G   | Steigerweg 2 601860 / 199747                                                    | |
| 1721                                           | BW   | Datei hochladen                                                                                  | Wohnhaus mit Restaurant (1908)                                        | G   | Bantigerstrasse 18 601832 / 199602                                              | |
| 1724; 1725                                     | BW   | Datei hochladen                                                                                  | Wohnhaus (1909)                                                       | G   | Brügglerweg 22, 24 601834 / 199742                                              | |
| 1823                                           | ja   | Datei hochladen · Wikidata zu Rosengarten Bern (Q2167108)                                        | Rosengarten (1914/18)                                                 | G   | Alter Aargauerstalden 31 601672 / 200110                                        | |
| 1824                                           | BW   | Datei hochladen                                                                                  | Villa (1902)                                                          | G   | Alter Aargauerstalden 5 601758 / 199934                                         | |
| 1825                                           | BW   | Datei hochladen                                                                                  | Ehemalige Staldenschule (1728)                                        | G   | Laubeggstrasse 23 601782 / 200016                                               | |
| 1826                                           | BW   | Datei hochladen                                                                                  | Landsitz Feldegg (um 1720)                                            | G   | Bolligenstrasse 34 602066 / 200389                                              | |
| 1828                                           | BW   | Datei hochladen                                                                                  | Gärtner- und Pförtnerhaus Schönberggut (1856)                         | G   | Laubeggstrasse 34 601891 / 199921                                               | |
| 1828                                           | ja   | Datei hochladen · Wikidata zu Wohnstock Schönberggut (1856/1858) (Q106650831)                    | Wohnstock Schönberggut (1856/58)                                      | G   | Laubeggstrasse 40 601918 / 199899                                               | |
| 1843                                           | BW   | Datei hochladen                                                                                  | Werkstatt- und Schmiedegebäude der ehemaligen Pferdekuranstalt (1922) | G   | Papiermühlestrasse 28 601799 / 200598                                           | |
| 1854                                           | BW   | Datei hochladen                                                                                  | Villa Rosenberg (1872)                                                | G   | Alter Aargauerstalden 30 601694 / 199724                                        | |
| 1855                                           | BW   | Datei hochladen                                                                                  | Schulhaus Bitzius (1909)                                              | G   | Bitziusstrasse 15 602140 / 200017                                               | |
| 1860                                           | BW   | Datei hochladen                                                                                  | Villa Beau-Regard (1916/18)                                           | G   | Haspelgasse 15 601793 / 199787                                                  | |
| 1868                                           | ja   | Datei hochladen · Wikidata zu Wohnhaus (1902) (Q128212799)                                       | Wohnhaus (1902)                                                       | G   | Muristrasse 39, 39a 602063 / 199040                                             | |
| 1917                                           | BW   | Datei hochladen                                                                                  | Staldengut (1761)                                                     | G   | Laubeggstrasse 27, 29 601827 / 199970                                           | |
| 1926                                           | BW   | Datei hochladen                                                                                  | Andachtsraum (1929)                                                   | G   | Papiermühlestrasse 112 602461 / 201901                                          | |
| 1930                                           | ja   | Datei hochladen                                                                                  | Alte Klinik (1911/13)                                                 | G   | Bolligenstrasse 115, 115a-d, 115p 603087 / 201685                               | |
| 1930                                           | ja   | Datei hochladen · Wikidata zu Neues Blatternspital, heute Pfrundhaus (1756–1761) (Q106684718)    | Neues Blatternspital (heute Pfrundhaus) (1756/61)                     | G   | Bolligenstrasse 127 603482 / 201540                                             | |
| 1930                                           | ja   | Datei hochladen · Wikidata zu Kapelle Waldau (Q106686074)                                        | Kapelle Waldau (1491/1501)                                            | G   | Bolligenstrasse 131 603552 / 201577                                             | |
| 1930                                           | BW   | Datei hochladen                                                                                  | Wasch- und Ofenhaus (1762/64)                                         | G   | Bolligenstrasse 133a 603539 / 201609                                            | |
| 1930                                           | BW   | Datei hochladen                                                                                  | Spitalbau (1598/99)                                                   | G   | Bolligenstrasse 135 603509 / 201619                                             | |
| 1930                                           | BW   | Datei hochladen                                                                                  | Tollhaus (heute Althaus, 1745/49)                                     | G   | Bolligenstrasse 141 603437 / 201808                                             | |
| 1930                                           | BW   | Datei hochladen                                                                                  | Wohnstock (1829)                                                      | G   | Bolligenstrasse 141c 603462 / 201819                                            | |
| 2069                                           | BW   | Datei hochladen                                                                                  | Wohnhaus mit Arztpraxis (1928/29)                                     | G   | Willadingweg 48 601949 / 198359                                                 | |
| 2132                                           | ja   | Datei hochladen · Wikidata zu Naturhistorisches Museum (Gebäude) (Q29651713)                     | Naturhistorisches Museum (1932/34)                                    | G   | Bernastrasse 15 600782 / 199006                                                 | Museumsgebäude erbaut in den Jahren 1932 bis 1934 nach Plänen des Architekturbüros Krebs & Müller. Eisenbetonskelettbau unter Flachdach, U-förmiger Komplex mit zwei ungleich langen Seitenflügeln. Eine der frühesten öffentlichen Bauten Berns in der Formensprache des Neuen Bauens. |
| 2168                                           | BW   | Datei hochladen                                                                                  | Wohnhaus (1932/33)                                                    | G   | Willadingweg 50 601932 / 198339                                                 | |
| 2187; 2221; 2222; 2223; 2224; 2225             | BW   | Datei hochladen                                                                                  | Doppelhäuser (1934)                                                   | G   | Buchserstrasse 2, 4 Ostring 32, 34, 36, 38 602365 / 199111                      | |
| 2296                                           | BW   | Datei hochladen                                                                                  | Diessbachgut (Ende 18. Jh.)                                           | G   | Selibühlweg 11 602336 / 199319                                                  | |
| 2316                                           | BW   | Datei hochladen                                                                                  | Wohnhaus (1934)                                                       | G   | Bitziusstrasse 53 602284 / 199808                                               | |
| 2321; 2322                                     | BW   | Datei hochladen                                                                                  | Ehemaliges Hotel Silvahof und Apartmenthaus (1934/35 und 1938)        | G   | Jubiläumsstrasse 97, 99 600580 / 198271                                         | |
| 2453                                           | BW   | Datei hochladen                                                                                  | Burgerliches Waisenhaus (1937/38)                                     | G   | Melchenbühlweg 8 602969 / 199878                                                | |
| 2643                                           | BW   | Datei hochladen                                                                                  | Wohnhaus (1941/42)                                                    | G   | Brunnadernrain 95 602252 / 198080                                               | |
| 2653                                           | BW   | Datei hochladen                                                                                  | Verwaltungsgebäude (1984/87)                                          | G   | Reiterstrasse 11 601766 / 200281                                                | |
| 2779                                           | BW   | Datei hochladen                                                                                  | Wysslochgut, Scheune und Speicher (1605)                              | G   | Schosshaldenstrasse 76, 76A 602518 / 199702                                     | |
| 2782                                           | ja   | Datei hochladen · Wikidata zu Villa (1926) (Q106686197)                                          | Villa (1926)                                                          | G   | Marienstrasse 15 601009 / 199210                                                | |
| 2817                                           | BW   | Datei hochladen                                                                                  | Unterwerk Schosshalde, Montagehalle (1951–52)                         | G   | Bürglenstrasse 73 602554 / 199654                                               | |
| 2954                                           | BW   | Datei hochladen                                                                                  | Ehemaliger Gasthof (1640)                                             | G   | Melchenbühlweg 23 603085 / 199485                                               | |
| 3000                                           | BW   | Datei hochladen                                                                                  | Schulhaus Manuel (1952/55)                                            | G   | Elfenauweg 8–10 602344 / 198577                                                 | |
| 3195                                           | BW   | Datei hochladen                                                                                  | Kindergarten (1950)                                                   | G   | Thormannstrasse 80 600852 / 198420                                              | |
| 3640                                           | BW   | Datei hochladen                                                                                  | Einfamilienhaus (1965/67)                                             | G   | Willadingweg 61 601859 / 198318                                                 | |
| 3687                                           | BW   | Datei hochladen                                                                                  | Einfamilienhaus (1966/68)                                             | G   | Melchenbühlweg 9 602917 / 199748                                                | |
| 3765                                           | BW   | Datei hochladen                                                                                  | Landsitz Saaligut (2. Viertel 17. Jh.)                                | G   | Jupiterstrasse 59 603549 / 198636                                               | |
| 3765                                           | ja   | Datei hochladen                                                                                  | Bauernhof (1751)                                                      | G   | Melchenbühlweg 139 603352 / 199010                                              | |
| 3766                                           | ja   | Datei hochladen                                                                                  | Scheune (1743)                                                        | G   | Melchenbühlweg 137D 603344 / 199047                                             | |
| 3908                                           | ja   | Datei hochladen                                                                                  | Pächterhaus (1581)                                                    | G   | Melchenbühlweg 136 603336 / 199115                                              | |
| 3908                                           | ja   | Datei hochladen · Wikidata zu Wohnstock (erbaut Ende 16.Jh.) bekannt als Henzistock (Q107565949) | Wohnstock (Ende 16.Jh.)                                               | G   | Melchenbühlweg 136a 603363 / 199111                                             | Bekannt als Henzistock. Ehemals Giessereiweg 22, 1981 am heutigen Standort wieder aufgebaut |
| 3969                                           | BW   | Datei hochladen                                                                                  | Villa (1902)                                                          | G   | Alter Aargauerstalden 5 601697 / 199764                                         | |
| 4018                                           | BW   | Datei hochladen                                                                                  | Französische Schule (1988/91)                                         | G   | Jupiterstrasse 2 603005 / 198809                                                | |
| 4090                                           | ja   | Datei hochladen · Wikidata zu Muristaldenbrunnen (Q56516320)                                     | Muristaldenbrunnen (1783/85)                                          | K   | Kleiner Muristalden 601803 / 199452                                             | |